# Homo pampeanus
Homo pampeanus (рос. людина пампасів) — відповідно до гіпотези аргентинського вченого Флорентіно Амегіно (1854–1911), перший вид людини, що зародився в Південній Америці і згодом заселив всю земну кулю. Амегіно засновував свої висновки на кам'яних знаряддях, кістках з ознаками людського втручання, а також доказах техногенних пожеж, таких як обпалені кістки і пожежостійкі глини (які не могли бути викликані природними пожежами через обов'язкову при цьому високу температуру), які він знайшов у відкладеннях, що нараховують понад 3,5 млн років.
Гіпотеза не має археологічних та палеонтологічних підтверджень: у Новому Світі не знайдено жодних викопних людиноподібних мавп або архантропів.
Інтерес до цієї гіпотези ненадовго відродився після того, як швейцарський геолог Франсуа Лой повідомив про те, що нібито зустрів в Колумбії великих невідомих мавп, схожих на гомінід. Лой стверджував, що застрелив одну з них і навіть привіз фотографію трупа. Більшість учених вважає, що на фотографії зображена мертва павукоподібна мавпа, сфотографована в такій позі й ракурсі, що створюють ілюзію людиноподібності. Деякі з зоологів припускають, що мавпа може дійсно належати до невідомого науці виду — але жодним чином не є антропоїдом.
Є дані про знахідки в Америці кісток давніх людей, схожих на неандертальців або людей прямоходячих, але ці дані малодостовірні і вимагають перевірки та детального вивчення. Втім, навіть якщо припустити їх достовірність, ці знахідки все одно не доводять американського походження індіанців або людини в цілому.

## Ресурси Інтернету
- Homo erectus в Аргентині? [Архівовано 2 травня 2012 у Wayback Machine.] (англ.)